# Jasper Tudor
Pour les autres membres de cette famille, voir Tudor et pour les homonymes, voir Jasper.
Titres
Comte de Pembroke
23 novembre 1452 – 4 novembre 1461
(8 ans, 11 mois et 12 jours)
Comte de Pembroke
7 novembre 1485 – 21 décembre 1495
(10 ans, 1 mois et 14 jours)
Duc de Bedford
7 novembre 1485 – 21 décembre 1495
(10 ans, 1 mois et 14 jours)
Jasper Tudor, né en novembre 1431 à Hatfield Palace dans le Hertfordshire et mort le 21 décembre 1495 à Thornbury dans le Gloucestershire, est un noble gallois, fait comte de Pembroke de 1452 à 1461 et de 1485 à 1495 puis duc de Bedford de 1485 à 1495. Il est l'oncle du roi Henri VII d'Angleterre.
Jasper Tudor est le troisième fils d'Owen Tudor et de l'ancienne reine Catherine de Valois, veuve du roi Henri V d'Angleterre. De fait, il est le demi-frère du roi Henri VI qui le crée comte de Pembroke dès sa majorité en 1452. Jasper obtient des privilèges de sa naissance jusqu'en 1461. À cette date, il est proclamé traître, à cause de son soutien à Henri VI contre les partisans de la maison d'York, qui déposent ce dernier. Jasper participe à la guerre des Deux-Roses pour le compte de la maison de Lancastre et de son demi-frère. En 1470, il est l'artisan de la brève restauration d'Henri VI sur le trône.
Après le retour du yorkiste Édouard IV sur le trône en 1471, Henri VI est assassiné. Jasper emmène alors son neveu Henri Tudor, dernier prétendant lancastrien au trône, en exil. C'est Jasper qui enseigne à Henri les stratégies et les tactiques militaires qui lui permettent plus tard de vaincre le roi Richard III à la bataille de Bosworth en 1485. À la suite de l'avènement de son neveu, Jasper récupère ses titres et reçoit de nombreuses faveurs de la part du nouveau roi Henri VII.

## Origines et jeunesse
Le chevalier gallois Owen Tudor est assigné au service de la reine douairière Catherine de Valois après la mort d'Henri V le 31 août 1422. Elle venait alors d'accoucher d'Henri VI qui, à 10 mois, devient le nouveau roi d'Angleterre. Catherine, écartée des affaires publiques par le duc de Bedford, nommé régent, et peu intéressée de toute façon par la politique en général et par l'éducation de son enfant-roi en particulier, devient l'amante d'Owen dans les mois suivants. Le mariage a lieu secrètement vers 1428. Ils ont au moins quatre enfants qui parviennent à l'âge adulte dont Jasper et son frère aîné Edmond Tudor. Catherine de Valois meurt lors de sa dernière grossesse en janvier 1437.
En 1437, Owen est emprisonné à la prison de Newgate. Il s'évade en 1438 mais est à nouveau capturé et emprisonné au château de Windsor. En 1439, Henri VI lui pardonne d'avoir épousé sa mère malgré leur différence de condition et lui alloue une rente annuelle de 40£. Entre juillet 1437 et mars 1442, Edmond et Jasper sont pris en charge par Katherine de la Pole, abbesse de Barking et sœur de William de la Pole, favori d'Henri VI. Grâce à son influence à la cour, Henri accueille ses demi-frères utérins à la cour. Ils reçoivent une éducation religieuse importante de la part du roi ainsi que de l'enseignement militaire. Jasper est ainsi créé comte de Pembroke le 23 novembre 1452.

## À la cour du roi Henri VI
À partir de 1452, Jasper et son frère Edmond font partie du cercle restreint autour d'Henri VI, qui leur accorde de nombreux honneurs. Les frères Tudor agrandissent ainsi leur pouvoir en Galles, d'autant que le titre de prince de Galles est vacant car Henri n'a toujours pas d'héritier mâle de son épouse Marguerite d'Anjou.
En août 1453, Henri subit un choc mental sérieux. Un Conseil de régence doit être établi. La reine Marguerite se présente comme candidate au poste de régente mais suscite l'hostilité des Tudor, qui soutiennent le cousin du roi Richard Plantagenêt, représentant de la Maison d'York et qui a cependant des vues sur le trône. Richard est nommé Lord Protecteur en mars 1454. Lorsque Henri retrouve ses sens à la Noël 1454, il congédie Richard, qui se rebelle contre le roi et défait ses partisans à la bataille de St Albans le 22 mai 1455. Les Tudor n'ont pas défendu le roi pendant la bataille. Richard redevient régent et confisque de nombreuses terres appartenant aux partisans du roi mais il épargne les Tudor.

## La guerre des Deux-Roses
Jasper essaie de résoudre les différends entre les York et les Lancastre, mais finit par rallier ces derniers lorsque son frère Edmond est emprisonné à Carmarthen sur ordre de Richard et y meurt de la peste bubonique en novembre 1456. Jasper héberge sa belle-sœur Margaret Beaufort au château de Pembroke où elle accouche le 28 janvier 1457 de son fils Henri Tudor. Jasper continue à bénéficier des honneurs du roi qui, après avoir battu Richard à la déroute de Ludford Bridge et l'avoir contraint à l'exil en octobre 1459, le crée chevalier de l'ordre de la Jarretière.
Jasper est doué d'une grande expérience militaire, et il remporte une partie des premières victoires de la guerre des Deux-Roses. Il garde le contact en 1460 avec la reine Marguerite d'Anjou, qui continue la lutte pour son fils, Édouard de Westminster, et tient le château de Denbigh pour la maison de Lancastre. Après que l'Acte d'Accord, qui déshérite Édouard de Westminster, est voté par le Parlement qui fait de Richard Plantagenêt l'héritier du trône, Jasper accueille en novembre 1460 en Galles la reine Marguerite et son fils et les aide à s'enfuir en Écosse. Le roi Henri VI est, de son côté, prisonnier des yorkistes à Londres.
Conscient de la menace posée par les lancastriens, Richard d'York lève une armée mais est battu et tué par les partisans de la reine à la bataille de Wakefield le 30 décembre 1460. Sa prétention au trône passe à son fils aîné Édouard d'York, qui est en campagne en Galles afin de pacifier la région face à la menace posée par Jasper Tudor et ses partisans. Édouard bat une armée commandée par Owen et Jasper Tudor à la bataille de Mortimer's Cross le 2 février 1461 : Owen est exécuté peu après sa capture. Édouard d'York se réfugie ensuite à Londres où il est proclamé roi sous le nom d'Édouard IV le 4 mars. Il part affronter l'armée d'Henri VI, qui s'est échappé lors de la seconde bataille de St Albans le 17 février. Édouard IV triomphe de ses adversaires à la bataille de Towton le 29 mars. Il est couronné à Londres le 28 juin.

### Guérilla en Galles
La résistance lancastrienne persiste en Galles, bien qu'Henri VI se soit réfugié auprès de sa femme et de son fils en Écosse. Édouard IV s'inquiète également du soutien apporté aux Lancastriens par le roi Charles VII de France mais ce dernier meurt le 22 juillet 1461, ce qui suspend l'aide française. Édouard mobilise une armée sous le commandement du yorkiste gallois William Herbert, qui s'empare du château de Pembroke le 30 septembre. Jasper Tudor et son allié Henri Holland s'enfuient en Snowdonia. La bataille de Tuthill, relativement limitée en soi, a lieu près de la ville de Caernarfon. Wiliam Herbert attaque les derniers partisans de la Maison de Lancastre. Les lancastriens sont sèchement battus. Jasper Tudor s'enfuit en Irlande. Denbigh est prise en janvier 1462. Jasper Tudor se réfugie ensuite en 1462 en France. Il est dépossédé de son titre de comte de Pembroke par Édouard IV, qui est conféré à William Herbert. Ce dernier reçoit également la garde de son neveu Henri Tudor.
Jasper reste à la cour de France, où il est rejoint en 1463 par Marguerite d'Anjou et Édouard de Westminster. Il essaie d'obtenir, sans succès, le soutien du roi Louis XI à la cause lancastrienne. En 1468, Jasper part défendre le château de Harlech, dernière place forte en Galles qui résiste aux assauts yorkistes. Harlech est pris par Édouard IV le 14 août 1468. En juillet 1470, Jasper Tudor est l'un des artisans de l'alliance forgée entre Marguerite et le comte de Warwick, ancien allié d'Édouard IV, afin de remettre Henri VI sur le trône. Édouard IV est renversé et contraint à l'exil en octobre 1470. Henri VI, libéré de la Tour de Londres où il était enfermé depuis 1465, est remis sur le trône. Jasper Tudor revient d'exil et présente son neveu Henri à la cour lancastrienne en novembre 1470.

### En exil en Bretagne
Le 14 mars 1471, Édouard IV débarque à Ravenspurn. Il défait Warwick à la bataille de Barnet le 14 avril puis Marguerite d'Anjou à la bataille de Tewkesbury le 4 mai alors qu'elle tentait de rejoindre Jasper Tudor et ses partisans en Galles. Édouard de Westminster est tué pendant la bataille et Henri VI est assassiné peu après à la Tour de Londres sur ordre d'Édouard IV. Henri Tudor devient l'unique survivant de la Maison de Lancastre. Il s'enfuit avec Jasper en Bretagne avec son oncle. Leur but est de rejoindre Louis XI, qui a favorisé l'alliance de Warwick et des Lancastre, mais des vents contraires les font échouer au Conquet, en Bretagne. Les Tudor sont hébergés à la cour du duc François II, qui les retient en otages comme gages de sureté contre Édouard IV et Louis XI, qui demandent chacun la livraison des Tudor. Jasper et Henri sont placés sous une grande vigilance au château de Suscinio, pour empêcher toute tentative d'enlèvement de la part d'Édouard IV, qui prépare sans doute leur exécution. Pendant cet exil, Jasper enseigne à Henri les stratégies et les tactiques militaires.
Le 9 avril 1483, Édouard IV meurt. Son fils Édouard lui succède sur le trône d'Angleterre mais l'essentiel du pouvoir se concentre entre les mains de son oncle Richard de Gloucester qui, une fois les proches du jeune roi éliminés, réclame pour lui-même le trône sous prétexte d'invalidité du mariage du feu roi Édouard IV et de son épouse Élisabeth Woodville. En conséquence, le duc de Gloucester est proclamé roi le 26 juin sous le nom de Richard III. Édouard V et son jeune frère, Richard de Shrewsbury, sont emprisonnés à la tour de Londres et probablement assassinés durant l'été 1483.

### Larébellion de Buckingham
Le mécontentement à l'égard de Richard III se manifeste dès l'automne 1483, lorsque naît une conspiration visant à le chasser du trône et à restaurer Édouard V. Les rebelles sont en majorité des fidèles d'Édouard IV, qui considèrent Richard comme un usurpateur[réf. incomplète]. Ayant entendu des rumeurs affirmant que les Princes avaient été assassinés sur ordre de Richard III, ils se rallient à Margaret Beaufort, mariée au yorkiste Thomas Stanley et qui propose son fils Henri Tudor comme candidat au trône.
La conspiration prévoit d'organiser des révoltes dans le sud et l'ouest de l'Angleterre pour submerger les forces de Richard. Le duc de Buckingham est censé soutenir les rebelles en lançant une invasion depuis le pays de Galles, tandis qu'Henri doit venir par la mer avec 500 navires fournis par François II. Un manque de coordination et le mauvais temps réduisent ces projets à néant. Une révolte éclate dans le Kent le 10 octobre, pressant Richard à réunir l'armée royale pour la réduire. Ses espions l'informent des activités de Buckingham, et les hommes du roi détruisent les ponts sur la Severn ; lorsque Buckingham, à la tête de ses troupes, arrive devant le fleuve en crue, il est incapable de le traverser en raison d'un orage violent qui éclate le 15 octobre. Buckingham est piégé : ses ennemis gallois se sont emparés de son château après son départ, et il n'a plus nulle part où se réfugier. Il abandonne le complot et s'enfuit à Wem, où il est trahi par un serviteur et arrêté par les hommes de Richard. Il est exécuté le 2 novembre. Entre-temps, Henri tente de débarquer le 19 octobre, mais sa flotte est éparpillée par une tempête. En arrivant en vue de la côte anglaise, à Poole, un groupe de soldats le salue et l'incite à accoster ; il s'agit en fait d'hommes de Richard, prêts à le capturer sitôt débarqué. Henri ne tombe pas dans le piège et retourne en Bretagne[réf. incomplète]. Privée de Buckingham et d'Henri, la rébellion est facilement écrasée par Richard. Les autres meneurs de la révolte s'enfuient de l'autre côté de la Manche.
Le 25 décembre 1483, à la cathédrale de Rennes, Henri jure devant la cour lancastrienne en exil d'épouser la fille aînée d'Édouard IV, Élisabeth d'York, afin d'unifier les deux maisons rivales et ainsi mettre un terme à la guerre civile. Richard III tente alors de faire extrader Henri et Jasper Tudor en concluant un accord avec Pierre Landais, conseiller du duc de Bretagne, mais les Tudor parviennent à s'échapper en France en septembre 1484. Ils y sont bien accueillis par la régente Anne de Beaujeu et on leur fournit rapidement des troupes et des équipements en vue d'une seconde invasion. À l'été 1485, les conditions sont mûres pour une nouvelle entreprise.

## La conquête du trône et l'avènement de laMaison Tudor

### Labataille de Bosworth
Ayant obtenu le soutien des partisans de l'ancien roi Édouard IV, Henri débarque à Mill Bay le 7 août 1485, dans le Pembrokeshire, avec une armée composée essentiellement de soldats français et écossais, et marche sur l'Angleterre, accompagné de son oncle et du comte d'Oxford John de Vere. Le Pays de Galles demeure traditionnellement un bastion des Lancastre, Henri y réunit une armée d'environ 5 000 soldats et se dirige vers le nord.
Henri sait que sa seule chance de monter sur le trône serait d'affronter Richard III rapidement et de le battre à la première bataille, puisque Richard bénéficie de renforts qui l'attendent à Nottingham et Leicester. Ce dernier ne doit donc qu'éviter d'être tué pour garder le trône. Bien qu'inférieures en nombre, les troupes d'Henri battent celles de Richard à la bataille de Bosworth le 22 août 1485. Au cours de cette bataille, plusieurs des alliés clés de Richard, comme le comte de Northumberland, William et Thomas Stanley, changent de camp ou désertent le champ de bataille.
Conscient que l'issue de la bataille est en train de basculer en faveur d'Henri, Richard conduit une charge destinée à l'éliminer. Pris entre deux feux, Richard et sa garde rapprochée sont tués, et ses hommes se dispersent. La mort de Richard III lors de cette bataille met fin à la Guerre des Deux-Roses entre les Lancastre et les York, même si ce n'est pas la dernière bataille qu'Henri doit mener. Henri est proclamé roi à la fin de la bataille.

### Fin de vie
À la suite de l'avènement d'Henri VII, Jasper récupère ses titres, et redevient chevalier de la Jarretière. Il est également créé duc de Bedford en novembre 1485 et prend possession en 1488 du château de Cardiff. Il est aussi nommé gouverneur militaire d'Irlande en 1486. En juin 1487, Jasper participe avec son neveu à la bataille de Stoke face à des rebelles yorkistes qui veulent placer le prétendant Lambert Simnel sur le trône. Les rebelles y sont écrasés.
Après cette victoire, Jasper Tudor se retire sur ses terres en Galles pour les administrer. Il meurt à Thornbury dans le Gloucestershire le 21 décembre 1495.

## Mariage et enfants
Il épouse, le 7 novembre 1485, Catherine Woodville (1458 – 1497), fille de Richard Woodville, 1er comte Rivers, et de Jacquette de Luxembourg (veuve de Jean de Lancastre, duc de Bedford), et sœur d'Élisabeth Woodville, la veuve d'Édouard IV. Catherine était également veuve d'Henri Stafford, 2e duc de Buckingham. Ils ont peut-être eu un enfant mort-né en 1490. Catherine s'est remariée ensuite à Sir Richard Wingfield.
Jasper a peut-être eu une fille illégitime : Ellen Tudor, femme d'un citoyen de Londres nommée William Gardiner, et mère de Thomas Gardiner, prieur du monastère de Tynemouth à Northumberland. Ellen n'était pas la mère de Stephen Gardiner (1483 – 12 novembre 1555), évêque de Winchester, malgré plusieurs sources au XIXe siècle pour cette affirmation: elle est apparemment basée sur une confusion entre Thomas Gardiner, prieur de Tynemouth, et Stephen Gardiner, l'évêque.

## Sources
- (en) Cet article est partiellement ou en totalité issu de l’article de Wikipédia en anglais intitulé « Jasper Tudor » (voir la liste des auteurs).